# Azrieli Center
Azrieli Center (hebrejsky מרכז עזריאלי‎, merkaz Azrieli, tj. doslova „Azrieliho centrum“) je komplex mrakodrapů v Tel Avivu v Izraeli, nacházející se ve východní části města při Ajalonské dálnici.
Sestává ze tří staveb, z nichž každá má jiný geometrický půdorys (čtvercový, trojúhelníkový a kruhový). Nejvyšší z věží je kruhová věž se 186 metry a 49 podlažími, která je nejvyšší budovou Tel Avivu a druhou největší budovou v Izraeli (po Moše Aviv Tower). Celkem všechny tři stavby nabízí 150 000 m² podlahové plochy, která je využita k různým účelům. Součástí Azrieli Center jsou kancelářské a komerční prostory (sídlí zde např. Bezek), obytné prostory, hotel (Crowne Plaza) a mezi věžemi se nachází nákupní centrum, které je největší v Tel Avivu. Mimo to se v komplexu nachází tři zahraniční velvyslanectví, osm kin a 3500 parkovacích míst.
Developerem a majitelem centra je David Azri'eli, po němž je centrum pojmenováno, respektive jeho firma Azrieli Group. Celkové náklady na výstavbu dosáhly 350 milionů dolarů.